# Нуар (література)
Нуар (фр. noir — «чорний») — субжанр американської масової літератури 1920-х — 1960-х років, різновид «крутого» (або «круто звареного» (англ.  hard-boiled fiction)) кримінального роману. В основу жанру лягли напружений сюжет і грубувата манера оповіді в дусі Ернеста Хемінгуея і Джона Дос Пассоса (риса, спільна для «крутого» і «чорного» романів). Однак на відміну від «крутого роману», де головним героєм виступав персонаж, який розслідує злочин (детектив, журналіст і т. д.), героєм роману-нуар є, як правило, жертва, підозрюваний або злочинець. Серед суттєвих ознак жанру нуар — жорсткий реалізм викладу, цинізм, схильність персонажів до саморуйнування, велика кількість сленгу, обов'язкова сексуальна лінія в сюжеті. Деякі деталі (поява фатальних жінок, постійне куріння персонажів та ін.) з часом стали літературним штампом цього напрямку.
Чорний роман було прийнято відносити до «низьких» жанрів. У той же час роман-нуар розширював погляди читачів середини XX століття: «пропонуючи читачам несимпатичних героїв з явно девіантною моделлю поведінки, автоматично фіксував цю норму зі знаком „плюс“».
З'явившись в кінці 1920-х років, до кінця 1930-х нуар повністю сформувався як субжанр, однак він ще не знайшов свого читача. Переважно твори в жанрі «нуар» публікувалися в журналах, що спеціалізуються на «бульварному чтиві». Основним серед них був журнал «Чорна маска» (англ.  «Black Mask»). Крім того, виходили окремі видання в дешевому варіанті з м'якою обкладинкою (так звані «paperback edition»). Справжній «бум» почався в 1950-ті роки і тривав до кінця 1960-х. У цей період «чорний роман» публікувався багато, і часто в хороших виданнях.

## Представники жанру
«Батьком чорного роману» іноді називають Корнелла Вулрича, автора численних романів і оповідань, що друкувалися впродовж 1930-х — 1950-х років і згодом визначених як «нуар»
. Багато творів Вулрича були згодом перенесені на екран). Серед них такі відомі фільми, як «Людина-леопард» Ж. Турнера, «Вікно у двір» А. Хічкока, «Наречена була в чорному» і «Сирена з Міссісіпі» Ф.Трюффо.
Крім того, оскільки межі між «крутим детективом» і «нуаром» не завжди можуть бути чітко визначені, до засновників жанру також зараховують корифеїв «крутого» романа Дешила Геммета і Реймонда Чандлера.